# Conrad Colman
Conrad Colman es regatista originario de Nueva Zelanda. En 2016, se convirtió en el primer neozelandés en competir en la regata en solitario, sin escalas ni asistencia, Vendée Globe, en la que el 10 de febrero de 2017, cuando iba en décima posición a 740 millas náuticas de la meta con el velero IMOCA 60, el Foresight Natural Energy, fue desarbolado  frente a las costas de Portugal. Dos semanas más tarde se convirtió en el tercer navegante de la historia en completar la regata Vendée Globe con aparejo de fortuna, terminando en 16.ª posición con un tiempo de poco menos de 110 días y 2 horas. Conrad Colman se convirtió en el primer regatista en completar el Vendée Globe sin utilizar combustibles fósiles, tras el intento fallido de Javier Sansó en 2013.

## Palmarés
- 2017: 16.º en la Vendée Globe
- 2016: 12.° en la Transat New-York Vendée
- 2015 : 7.° en la Barcelona World Race junto con Nandor Fa
- 2013 : 2.° en la Atlantic Cup
- 2012 : 1.° en la Global Océan Race